# 14267 Zook
14267 Zook (2000 AJ153) là một tiểu hành tinh vành đai chính được phát hiện ngày 6 tháng 1 năm 2000 bởi Dự án nghiên cứu tiểu hành tinh gần Trái Đất Lowell ở Trạm Anderson Mesa.